# Aéroport de Poplar Hill
L'aéroport de Poplar Hill est situé à Poplar Hill en Ontario au Canada.